# Gottfried Rost
Ernst Paul Walter Gottfried Rost (* 14. November 1931 in Leipzig; † 7. Juli 2000 ebenda) war ein deutscher Bibliothekar. Als ständiger Vertreter des Generaldirektors der Deutschen Bibliothek mit Sitz in Leipzig leitete er die Deutsche Bücherei von 1991 bis 1996.
Gottfried Rost wurde als Sohn des Landarbeiters Paul Rost (1897–1950) und dessen Ehefrau Frida (geb. Lehmann, 1896–1949) geboren. Er ging in Wermsdorf von 1937 bis 1945 auf die Volksschule und besuchte in Grimma von 1945 bis 1949 die Wirtschaftsschule. Es folgte die Anstellung als Aushilfskraft an der Deutschen Bücherei und der Besuch der Berliner Bibliothekarsschule, den er 1952 mit der Qualifikation als Bibliothekar an wissenschaftlichen Bibliotheken abschloss.

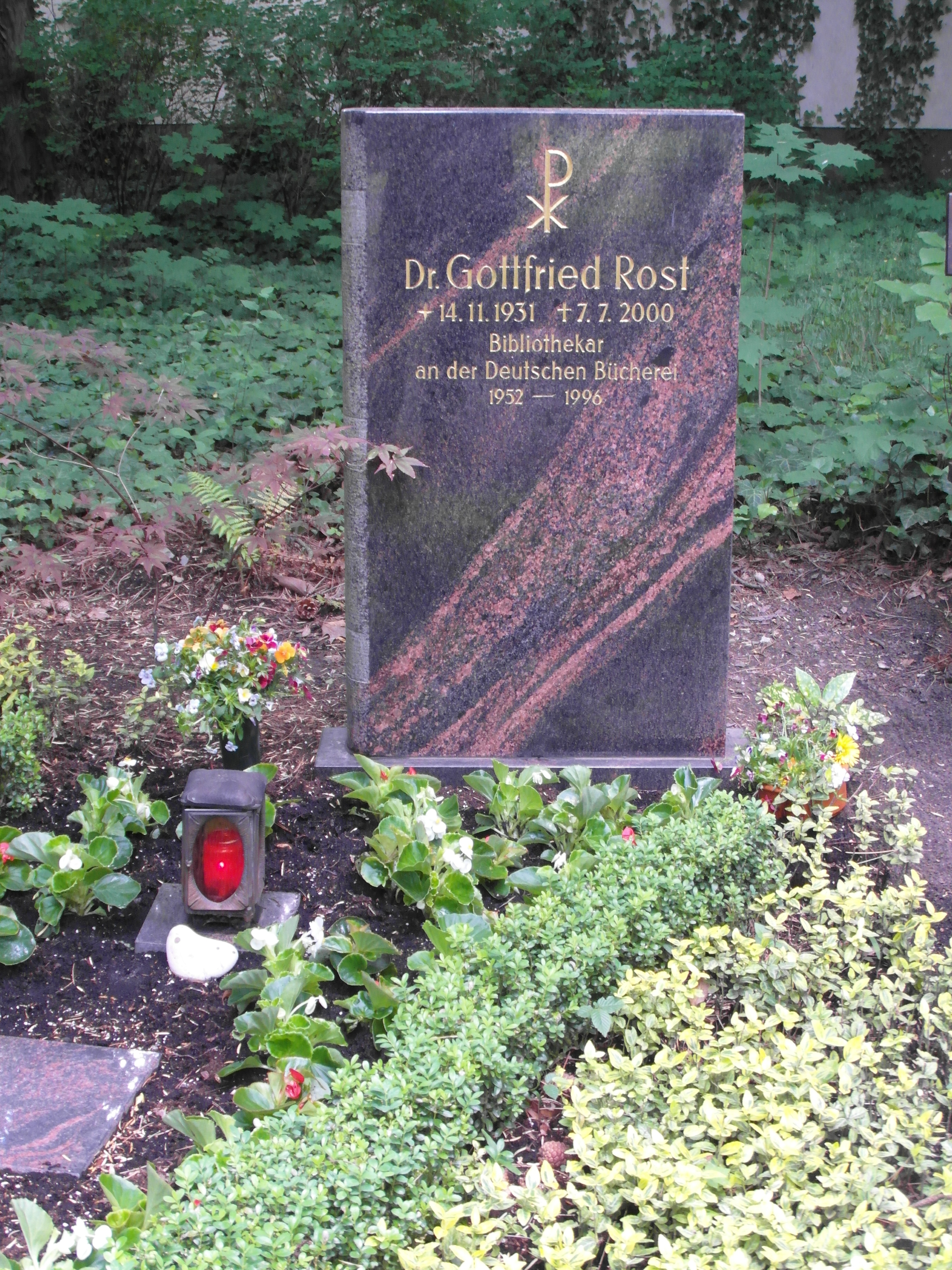
Grabstätte Gottfried Rost auf dem Südfriedhof in Leipzig

In den nächsten Jahrzehnten leitete Rost in der Deutschen Bücherei den Signierdienst, die Leihstelle, die Hochschulschriftenstelle, die Arbeitsgruppe Schriftstellerbibliographien, die bibliographischen Arbeitsstelle für Deutsche Sprache und Literatur und war von 1966 bis 1970 Verantwortlicher Redakteur der Bibliographien. 1972 hatte er nach einem Fernstudium an der Humboldt-Universität zu Berlin den Grad eines Diplombibliothekars erworben und promovierte dort 1975 mit dem Thema „Die Herstellung von registrierenden Allgemeinbibliographien mit Hilfe elektronischer Datenverarbeitung“.
Ab 1968 betreute Rost in leitenden Funktionen die elektronische Datenverarbeitung in der Deutschen Bücherei bei der Bibliographieherstellung. Im November 1971 wurde das erste rechnergestützte Heft der Deutschen Nationalbibliographie, Reihe C gedruckt. Ab 1977 war er Bibliotheksrat und von 1982 bis 1990 schließlich Leiter des Bereiches Rechnergestützte Allgemeinbibliographie.
Mit der Wiedervereinigung Deutschlands wurden 1990 die Deutsche Bücherei und die Deutsche Bibliothek zu „Die Deutsche Bibliothek“ (heute Deutsche Nationalbibliothek) mit Sitz in Leipzig und Frankfurt vereinigt. Die Leitung der neuen Institution hatte der Generaldirektor Klaus-Dieter Lehmann. Gottfried Rost wurde zunächst Stellvertreter des Generaldirektors für Geschäftsgang und Leiter der Abteilung Organisation sowie zwischen 1991 und 1996 Leiter der Deutschen Bücherei Leipzig und Ständiger Vertreter des Generaldirektors.
Im Bistum Dresden-Meißen wurde der gläubige Katholik 1981 als Diakonatshelfer berufen und durfte in einigen Außenstationen Wortgottesdienste halten. Von 1975 bis 1999 war er Pfarrgemeinderats-Vorsitzender der St. Laurentiuskirche im Leipziger Stadtteil Reudnitz.
Gottfried Rost hatte mit seiner Frau Maritta Rost (geb. Scheurer) vier gemeinsame Kinder.

## Schriften (Auswahl)
- Der Bibliothekar. Schatzkämmerer oder Futterknecht? Buchreihe Historische Berufsbilder, Edition Leipzig 1990, ISBN 3-361-00265-6